# Niggas in Paris
Niggas in Paris (auch Ni**as in Paris) ist ein Lied der US-amerikanischen Rapper Jay-Z und Kanye West. Der Song ist die fünfte Singleauskopplung ihres Kollaboalbums Watch the Throne und wurde am 13. September 2011 veröffentlicht.

## Inhalt
| Liedteil   | Künstler             |
| 1. Strophe | Jay-Z                |
| Refrain    | Jay-Z und Kanye West |
| 2. Strophe | Kanye West           |
| Outro      | Kanye West und Jay-Z |

In Niggas in Paris rappen Jay-Z und Kanye West über ihren Status als Rapsuperstars und den damit verbundenen Ruhm und Reichtum. Jay-Z berichtet unter anderem über den Luxus, den er sich nun in Paris leisten könne, wohingegen er stattdessen auch im Knast hätte landen können. Kanye West rappt darüber, dass er mit einer Frau ausgeht, die mit den Gepflogenheiten der High Society nicht vertraut ist und nicht weiß, was er sich alles leisten könne. Letztendlich wolle er sie doch nur flachlegen. Dazu erwähnen beide Rapper zahlreiche Luxusmarken. Laut Kanye West wurde das Lied durch seine Aufenthalte in Paris inspiriert.

“Bougie girl, grab her hand

Fuck that bitch, she don’t wanna dance

Excuse my French, but I’m in France, ahah, I’m just sayin’

Prince Williams ain’t do it right, if you ask me

’Cause I was him, I would have married Kate and Ashley”

## Produktion
Der Song wurde von den Musikproduzenten Hit-Boy und Mike Dean zusammen mit Kanye West produziert. Zusätzliche Produktion stammt von Anthony Kilhoffer. Dabei verwendeten sie ein Vocal-Sample des Stücks Baptizing Scene von Reverend W. A. Donaldson sowie einen Dialog aus dem Film Die Eisprinzen. Kanye West, Hit-Boy und Mike Dean fungierten neben Jay-Z ebenfalls als Autoren des Liedes.

## Musikvideo
Bei dem zu Niggas in Paris gedrehten Musikvideo führte Kanye West selbst Regie. Es feierte am 9. Februar 2012 Premiere und verzeichnet auf YouTube über 420 Millionen Aufrufe (Stand: November 2024). Das Video zeigt Jay-Z und Kanye West bei einem Live-Auftritt mit dem Song auf der Tour zum zugehörigen Album Watch the Throne. Das Konzert ist von Stroboskopeffekten und kaleidoskopischen Spiegelbildern durchsetzt, weshalb zu Beginn des Videos ein Epilepsiehinweis eingeblendet wird. Zudem ist ein kurzer Ausschnitt aus dem Film Die Eisprinzen zu sehen und gegen Ende des Videos wird die Kathedrale Notre-Dame de Paris gezeigt.

## Single

### Covergestaltung
Das Singlecover ist an die französische Flagge angelehnt und zeigt die Farben Blau, Weiß und Rot. Mitten im Bild befinden sich die kleinen Schriftzüge Jay Z Kanye West, Niggas in Paris und Watch the Throne in Weiß.

### Chartplatzierungen
Niggas in Paris stieg am 22. Juni 2012 auf Platz 90 in die deutschen Singlecharts ein und erreichte am 25. Januar 2013 mit Rang 40 die beste Platzierung. Insgesamt hielt sich der Song 34 Wochen lang in den Top 100. Erfolgreicher war das Lied mit Position fünf in den Vereinigten Staaten und Platz zehn im Vereinigten Königreich, wo es sich 36 bzw. 53 Wochen in den Charts halten konnte.
| ChartsChartplatzierungen       | Höchstplatzierung | Wochen |
| ------------------------------ | ----------------- | ------ |
| Deutschland (GfK)              | 40 (34 Wo.)       | 34     |
| Österreich (Ö3)                | 38 (5 Wo.)        | 5      |
| Schweiz (IFPI)                 | 43 (3 Wo.)        | 3      |
| Vereinigte Staaten (Billboard) | 5 (36 Wo.)        | 36     |
| Vereinigtes Königreich (OCC)   | 10 (53 Wo.)       | 53     |

| ChartsJahrescharts (2012)      | Platzierung |
| ------------------------------ | ----------- |
| Vereinigte Staaten (Billboard) | 40          |
| Vereinigtes Königreich (OCC)   | 31          |

### Auszeichnungen für Musikverkäufe
Niggas in Paris erhielt im Jahr 2023 in Deutschland für mehr als 600.000 Verkäufe eine doppelte Platin-Schallplatte. In den Vereinigten Staaten wurde es für über zehn Millionen verkaufte Einheiten ebenfalls 2023 mit Diamant ausgezeichnet. Die weltweiten Verkaufszahlen belaufen sich auf mehr als 13 Millionen.

| Land/Region                  | Auszeichnungen für Musikverkäufe (Land/Region, Auszeichnung, Verkäufe) | Verkäufe   |
| ---------------------------- | ---------------------------------------------------------------------- | ---------- |
| Australien (ARIA)            | 2× Platin                                                              | 140.000    |
| Belgien (BRMA)               | Gold                                                                   | 15.000     |
| Brasilien (PMB)              | Platin                                                                 | 60.000     |
| Dänemark (IFPI)              | 3× Platin                                                              | 270.000    |
| Deutschland (BVMI)           | 2× Platin                                                              | 600.000    |
| Frankreich (SNEP)            | —                                                                      | 49.100     |
| Italien (FIMI)               | Platin                                                                 | 50.000     |
| Kanada (MC)                  | Platin                                                                 | 80.000     |
| Neuseeland (RMNZ)            | 5× Platin                                                              | 150.000    |
| Schweden (IFPI)              | 2× Platin                                                              | 80.000     |
| Spanien (Promusicae)         | Gold                                                                   | 30.000     |
| Vereinigte Staaten (RIAA)    | Diamant                                                                | 10.000.000 |
| Vereinigtes Königreich (BPI) | 3× Platin                                                              | 1.800.000  |
| Insgesamt                    | 2× Gold · 20× Platin · 1× Diamant ·                                    | 13.324.100 |

Hauptartikel: Jay-Z/Auszeichnungen für Musikverkäufe
Bei den Grammy Awards 2013 gewann Niggas in Paris die Auszeichnungen in den Kategorien Best Rap Song und Best Rap Performance.